# Hippocampus comes
Hippocampus comes es una especie de pez de la familia Syngnathidae en el orden de los Syngnathiformes.

## Morfología
Los machos  pueden llegar alcanzar los 18,7 cm de longitud total.

## Distribución geográfica
Se encuentra en Singapur, Malasia, Vietnam y las Filipinas.   